# Genevieve Caulfield
Genevieve Caulfield (n. en Suffolk, Virginia el 8 de mayo de 1888 - f. el 12 de diciembre de 1972) fue una maestra y escritora ciega estadounidense, quien instaló una escuela para niños ciegos en Tailandia.

## Vida
Nacida en Suffolk, Virginia, perdió la visión en un accidente cuando tenía dos meses de edad y mientras era examinada por un médico que volcó accidentalmente soda cáustica en sus ojos. Su ojo izquierdo perdió su total visión y el derecho casi toda, ya que podía percibir la sombra de objetos muy cercanos, la luz del día o el brillo de una lámpara.
Desde su juventud soñó con ser maestra y ayudar a crear un mejor entendimiento entre los japoneses y los estadounidenses. Su sueño se volvió realidad en 1923, cuando viajó a Japón, donde se dedicó a la enseñanza del inglés y también método Braille a estudiantes ciegos.
En 1938 abrió la Bangkok School for the Blind (Escuela de Bangkok para ciegos), parcialmente financiada con sus propios ahorros, luego de enterarse de que los niños ciegos eran considerados inútiles en Tailandia. Se resistió a la repatriación durante la Segunda Guerra Mundial, quedándose en Bangkok y continuando el trabajo en su escuela.
En 1960 publicó su autobiografía, The Kingdom Within, y un libro de relatos, Three Thai tales: The loyal boatman and the king ; Love conquers all ; A reconciliation, en 1961.

## Premios y reconocimientos
En 1961 le fue otorgado el Premio Ramon Magsaysay al Entendimiento Internacional. El 6 de diciembre de 1963, recibió la Medalla Presidencial de la Libertad de manos del presidente John F. Kennedy en reconocimiento a su trabajo por los ciegos de Asia.
Su vida inspiró el libro Y la luz vino de occidente (Dawn from the West, the story of Genevieve Caufield (), de Margaret Rau, publicado originalmente en 1964.